# 里希滕貝格湖

54°11′39″N 12°52′59″E / 54.1943°N 12.88295°E
里希滕貝格湖（德語：Richtenberger See），是德國的湖泊，位於該國東北部梅克倫堡-前波美拉尼亞州，由西波美拉尼亞-魯根郡負責管轄，長1.9公里、寬1.0公里，面積1.3平方公里，海拔高度9米，最大水深3米。